# International Lawn Tennis Challenge 1906
L'International Lawn Tennis Challenge 1906 è stata la sesta edizione di quella che oggi è conosciuta come Coppa Davis. Le partite si sono disputate in Gran Bretagna ma, per la prima volta, non si sono svolti tutti nel solito impianto: quelle del Gruppo Mondiale sono state ospitate dal Newport Athletic Club di Newport, Mounmouthshire, dal 7 al 9 giugno, la finale si è disputata invece a Warple Road, Wimbledon, Londra dal 15 al 18 giugno. Vincitrice la Gran Bretagna sugli Stati Uniti.
I britannici hanno conquistato il titolo per la quarta volta. 

## Risultati

### Gruppo Mondiale
|  | Semifinali 1º maggio | Semifinali 1º maggio | Semifinali 1º maggio |             |   | Finale 7–9 giugno | Finale 7–9 giugno | Finale 7–9 giugno |  |
|  |                      |                      |                      |             |   |                   |                   |                   |  |
|  | Australasia          | Australasia          | w/o                  |             |   |                   |                   |                   |  |
|  | Australasia          | Australasia          | w/o                  |             |   |                   |                   |                   |  |
|  | Austria              |                      |                      |             |   |                   |                   |                   |  |
|  |                      | Australasia          | Australasia          | 2           |   |                   |                   |                   |  |
|  |                      |                      |                      | 2           |   |                   |                   |                   |  |
|  |                      |                      | Stati Uniti          | Stati Uniti | 3 |                   |                   |                   |  |
|  | Stati Uniti          | Stati Uniti          | Stati Uniti          | Stati Uniti | 3 | w/o               |                   |                   |  |
|  | Stati Uniti          | Stati Uniti          |                      |             |   |                   |                   |                   |  |
|  | Francia              |                      |                      |             |   |                   |                   |                   |  |

### Finale
| Stati Uniti 3 | Newport Athletic Club, Newport, Inghilterra 7–9 giugno 1906 | Newport Athletic Club, Newport, Inghilterra 7–9 giugno 1906   | Australasia 2 |     |     |     |     |  |
| \| \| \| \| 1 \| 2 \| 3 \| 4 \| 5 \| \| \| - \| \| ------------------------------------------------------------- \| --- \| --- \| --- \| --- \| --- \| \| \| 1 \| \| Holcombe Ward Leslie Poidevin \| 6 2 \| 6 4 \| 7 5 \| \| \| \| \| 2 \| \| Raymond Little Tony Wilding \| 2 6 \| 6 8 \| 1 6 \| \| \| \| \| 3 \| \| Raymond Little / Holcombe Ward Leslie Poidevin / Tony Wilding \| 7 5 \| 6 2 \| 6 4 \| \| \| \| \| 4 \| \| Holcombe Ward Tony Wilding \| 3 6 \| 6 3 \| 6 0 \| 4 6 \| 6 8 \| \| \| 5 \| \| Raymond Little Leslie Poidevin \| 6 2 \| 1 6 \| 7 5 \| 6 2 \| \| \| |                                                             |                                                               |               |     |     |     |     |  |
| |                                                             |                                                               | 1             | 2   | 3   | 4   | 5   |  |
| 1 | Stati Uniti (bandiera) · Australasia (bandiera)             | Holcombe Ward Leslie Poidevin                                 | 6 2           | 6 4 | 7 5 |     |     |  |
| 2 | Stati Uniti (bandiera) · Australasia (bandiera)             | Raymond Little Tony Wilding                                   | 2 6           | 6 8 | 1 6 |     |     |  |
| 3 | Stati Uniti (bandiera) · Australasia (bandiera)             | Raymond Little / Holcombe Ward Leslie Poidevin / Tony Wilding | 7 5           | 6 2 | 6 4 |     |     |  |
| 4 | Stati Uniti (bandiera) · Australasia (bandiera)             | Holcombe Ward Tony Wilding                                    | 3 6           | 6 3 | 6 0 | 4 6 | 6 8 |  |
| 5 | Stati Uniti (bandiera) · Australasia (bandiera)             | Raymond Little Leslie Poidevin                                | 6 2           | 1 6 | 7 5 | 6 2 |     |  |

### Challenge round
| Gran Bretagna 5 | Warple Road, Wimbledon, Londra, Inghilterra 21–24 luglio 1906 | Warple Road, Wimbledon, Londra, Inghilterra 21–24 luglio 1906    | Stati Uniti 0 |      |     |     |     |  |
| \| \| \| \| 1 \| 2 \| 3 \| 4 \| 5 \| \| \| - \| \| ---------------------------------------------------------------- \| --- \| ---- \| --- \| --- \| --- \| \| \| 1 \| \| Sidney Smith Raymond Little \| 6 4 \| 6 4 \| 6 1 \| \| \| \| \| 2 \| \| Laurence Doherty Holcombe Ward \| 6 2 \| 8 6 \| 6 3 \| \| \| \| \| 3 \| \| Laurence Doherty / Reggie Doherty Raymond Little / Holcombe Ward \| 3 6 \| 11 9 \| 9 7 \| 6 1 \| \| \| \| 4 \| \| Sidney Smith Holcombe Ward \| 6 1 \| 6 0 \| 6 4 \| \| \| \| \| 5 \| \| Laurence Doherty Raymond Little \| 3 6 \| 6 3 \| 6 8 \| 6 1 \| 6 3 \| \| |                                                               |                                                                  |               |      |     |     |     |  |
| |                                                               |                                                                  | 1             | 2    | 3   | 4   | 5   |  |
| 1 | Gran Bretagna (bandiera) · Stati Uniti (bandiera)             | Sidney Smith Raymond Little                                      | 6 4           | 6 4  | 6 1 |     |     |  |
| 2 | Gran Bretagna (bandiera) · Stati Uniti (bandiera)             | Laurence Doherty Holcombe Ward                                   | 6 2           | 8 6  | 6 3 |     |     |  |
| 3 | Gran Bretagna (bandiera) · Stati Uniti (bandiera)             | Laurence Doherty / Reggie Doherty Raymond Little / Holcombe Ward | 3 6           | 11 9 | 9 7 | 6 1 |     |  |
| 4 | Gran Bretagna (bandiera) · Stati Uniti (bandiera)             | Sidney Smith Holcombe Ward                                       | 6 1           | 6 0  | 6 4 |     |     |  |
| 5 | Gran Bretagna (bandiera) · Stati Uniti (bandiera)             | Laurence Doherty Raymond Little                                  | 3 6           | 6 3  | 6 8 | 6 1 | 6 3 |  |